# Provincia di Chucuito

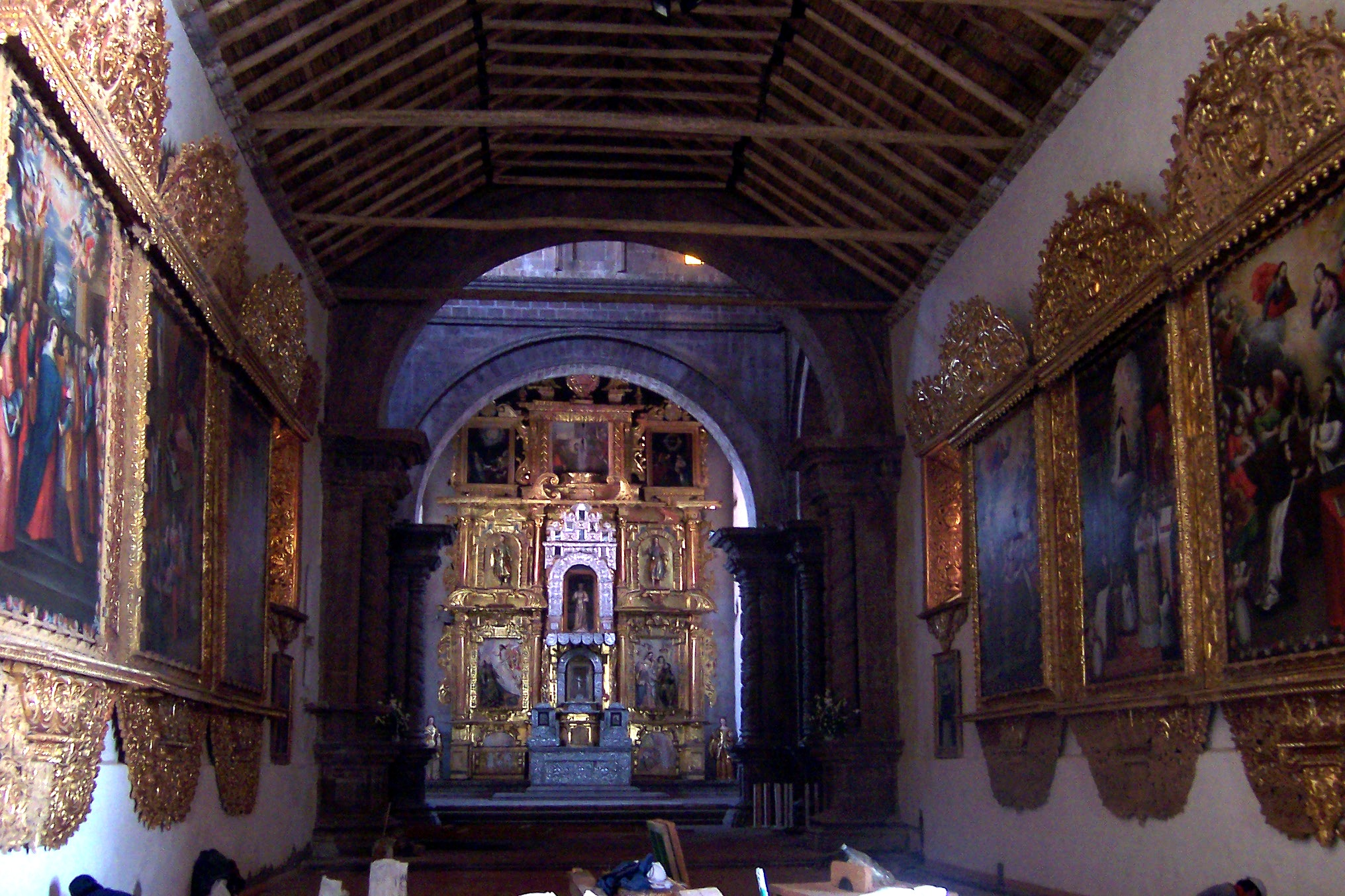
San Giovanni Laterano

La provincia di Chucuito è una delle 13 province della regione di Puno nel Perù.

## Capoluogo e data di fondazione
Il capoluogo è Juli.
È stata istituita il 25 marzo 1826.
16°14'21'' S e 69° 05' 27'' O
Sindaco (Alcalde):
- Eugenio Barbaito Constanza (2007)
- Héctor Estrada Choque (2008-2010)

## Superficie e popolazione
- 3978,13 km²
- 110 083 abitanti (2005)

## Provincie confinanti
Confina a est e a sud con la Bolivia; a nord con la provincia di Yunguyo e con il Lago Titicaca; e a ovest con la provincia di El Collao.

## Geografia antropica

### Suddivisioni amministrative
È divisa in sette distretti:
- Juli
- Desaguadero
- Huacullani
- Kelluyo
- Pisacoma
- Pomata
- Zepita

## Festività
- 15 agosto: Assunzione di Maria
- 8 dicembre: Immacolata Concezione